# Nucléoporine 88
La nucléoporine 88 est une porine dont le gène est NUP88 situe sur le chromosome 17 humain.

## Rôles
Elle fait partie du complexe protéique formant la pore nucléaire d'où elle tire son nom. Son poids moléculaire est de 88 Kdaltons.  Elle joue un rôle dans la mitose et favoriserait la formation de cellules à plusieurs noyaux ainsi qu'une aneuploïdie en favorisant la protéolyse du PLK1.

## En médecine
Elle est présente dans beaucoup de cellules cancéreuses mais peu dans les cellules des tumeurs bénignes. Les autres nucléoporines n'ont pas cette spécificité.
Sa présence est corrélée avec des formes plus agressives du cancer colorectal.